# Vimy

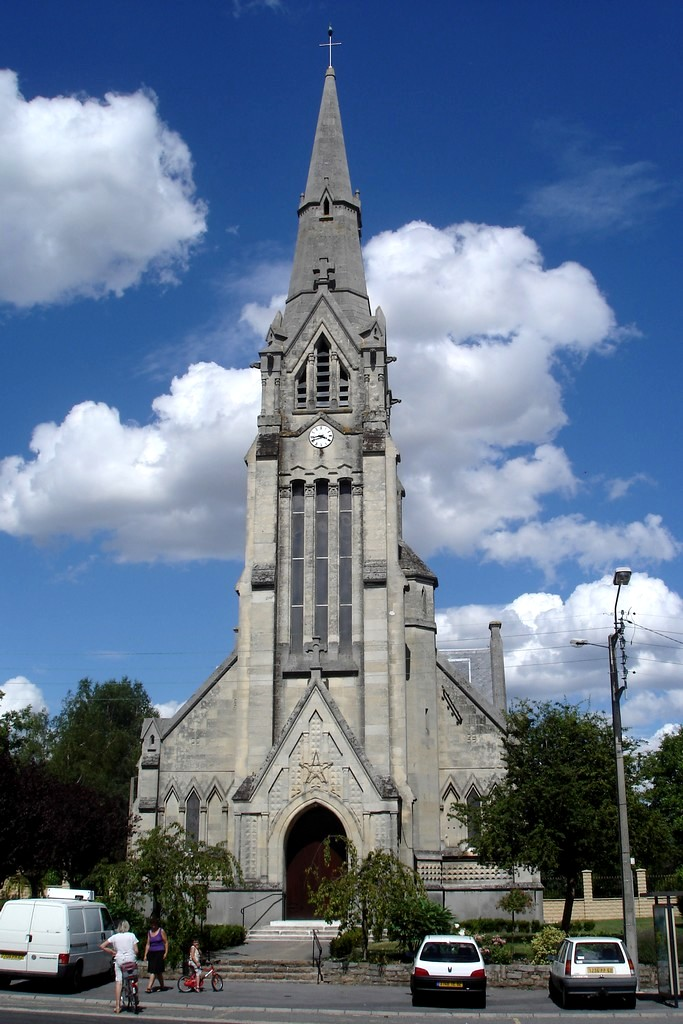
Kościół pw. św. Marcina (2006)

Vimy – miejscowość i gmina we Francji, w regionie Hauts-de-France, w departamencie Pas-de-Calais.
Według danych na rok 1990 gminę zamieszkiwało 4581 osób, a gęstość zaludnienia wynosiła 404 osób/km² (wśród 1549 gmin regionu Nord-Pas-de-Calais Vimy plasuje się na 196. miejscu pod względem liczby ludności, natomiast pod względem powierzchni na miejscu 254.).